# P/2000 S1 (Skiff)
P/2000 S1 (Skiff) — одна з короткоперіодичних комет сім'ї Юпітера. Ця комета була відкрита 24 вересня 2000 року; вона мала 14.8m на час відкриття.